# Stertinius
Stertinius là một chi nhện trong họ Salticidae.